# Odette Vidal Cardoso
Pour les articles homonymes, voir Vidal et Cardoso.
Odette Vidal Cardoso, également connue sous le nom d'Odetinha ou la Menina Odetinha (Fille Odetinha), est une jeune laïque brésilienne née le 18 février 1931 à Rio de Janeiro et morte dans cette ville le 25 novembre 1939. Reconnue Vénérable par ses vertus héroïques par un décret de l'Église catholique le 25 novembre 2021, elle est fêtée le 25 novembre,.

## Biographie
Odette Vidal Cardoso est le 18 février 1931 de parents portugais émigrés au Brésil. Enfant mature et fidèle laïque, la petite Odette assiste à la messe quotidiennement avec sa mère et récite le chapelet tous les soirs avec sa famille. À l’âge de cinq ans, elle commence à fréquenter le catéchisme au Collège de « l’Immaculée Conception ». Elle y apprend les vérités de la foi au point d’enseigner le catéchisme aux filles des domestiques. Impressionné par son extraordinaire maturité, son directeur spirituel, le Père Alfonso Maria Germe, l’admet à faire sa première communion le 15 août 1937. De plus, elle se consacre avec sa mère à des œuvres caritatives au service des pauvres de sa ville. Ensemble, elles se rendent chaque semaine dans des hospices où sont hospitalisées des personnes âgées abandonnées, dans des orphelinats et même dans la léproserie.

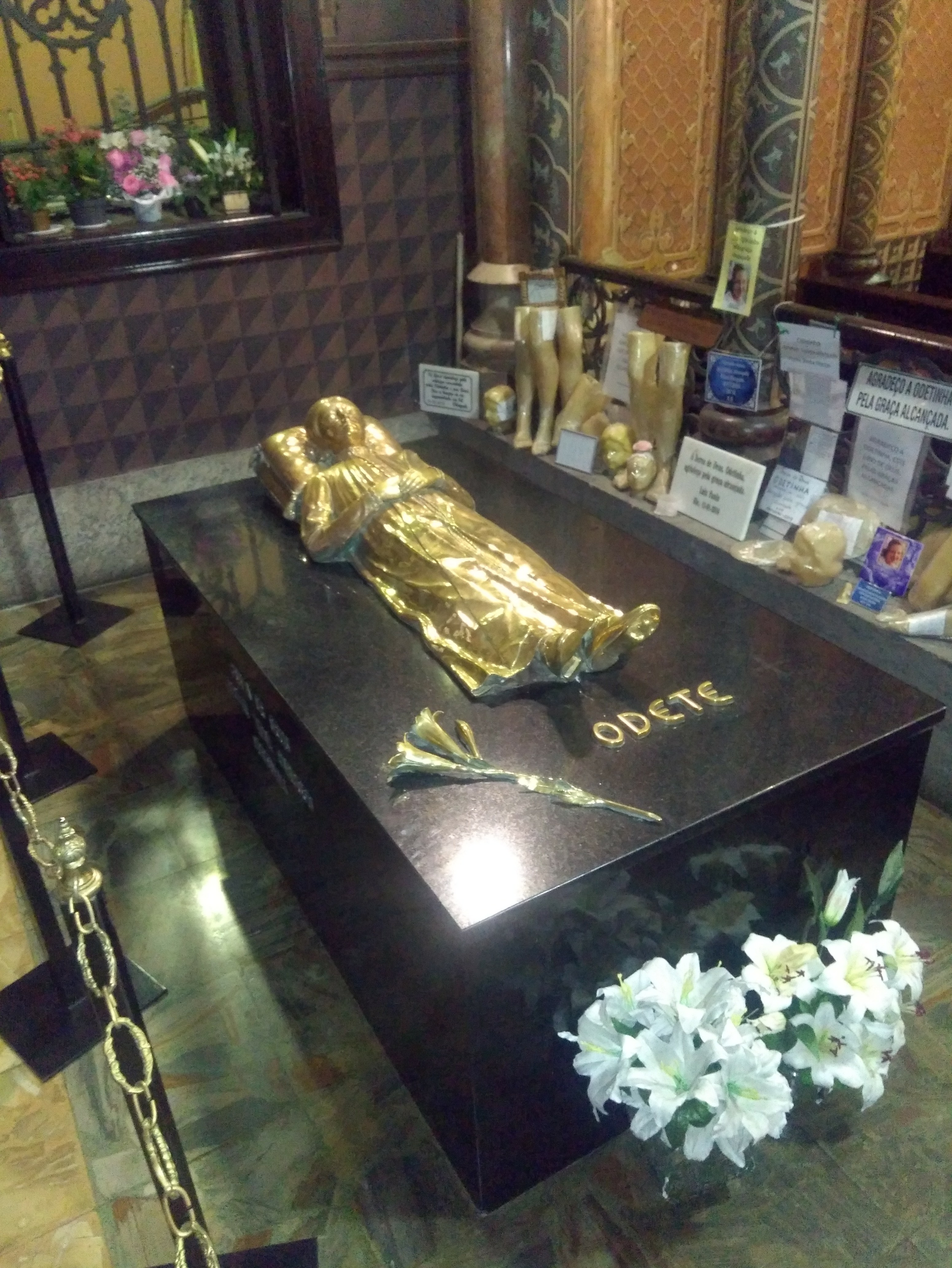
Tombe de la vénérable Odetinha dans la Basilique de l'Immaculée Conception, Botafogo, Rio de Janeiro

Elle tombe malade du typhus le 1er octobre 1939. Durant les 49 jours de sa maladie, Odette fait 'preuve d’une force extraordinaire', elle ne se plaint jamais et endure toutes les souffrances 'avec sérénité et patience'. Son amour de Jésus Eucharistie grandit et la seule chose qu’elle désire c’est de communier tous les jours.
Dans les derniers jours de sa vie, elle reçoit les sacrements de la confirmation et de l’onction des malades. Elle meurt le 25 novembre 1939 en s’écriant : « Jésus emmène-moi au ciel ! »
Odette Vidal Cardoso est reconnue vénérable par le pape François lors d’une audience accordée au cardinal Marcello Semeraro, préfet du dicastère, le jeudi 25 novembre 2021.